# 조재관
조재관(1977년 10월 5일~)은 대한민국의 장애인 탁구 선수로, 2004년 하계 패럴림픽에서 금메달을 획득했다.